# Smalahove

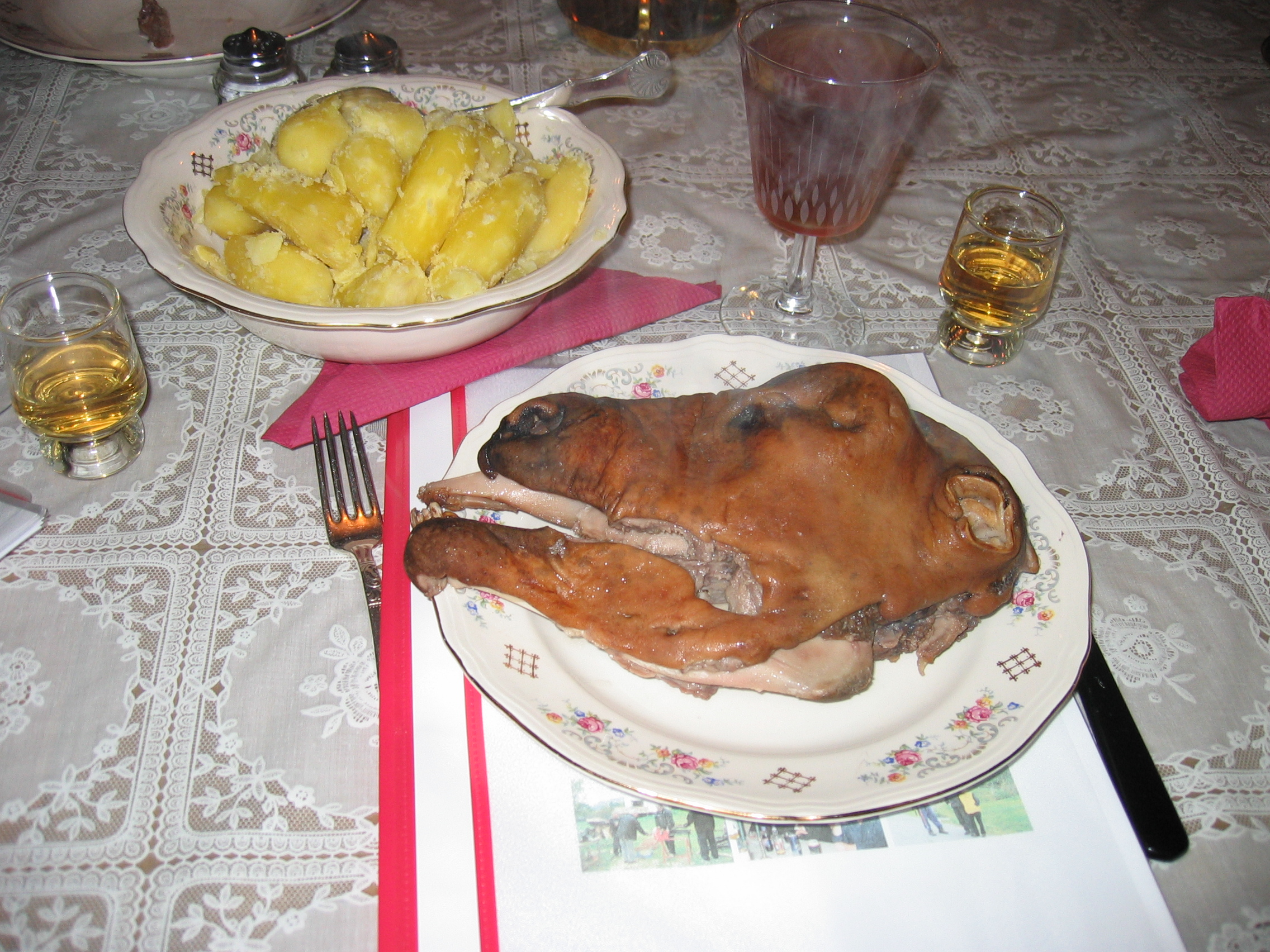
Đầu cừu Smalahove

Smalahove (hay còn gọi là smalehovud hoặc skjelte) là món ăn truyền thống của người dân miền Tây của Na Uy, làm từ đầu cừu, và được thưởng thức vào dịp Giáng sinh. Tên của món ăn là sự kết hợp của hai từ trong tiếng Na Uy là hove (nghĩa là "đầu") và smale (nghĩa là "cừu", Smalahove có ý nghĩa là món ăn đầu cừu). Trước kia, đầu cừu được dùng trong lễ Giáng sinh và chủ yếu dành cho những người dân nghèo vùng tây Na Uy. Về sau, nó trở thành món ăn phổ biến trong các bữa ăn trên toàn bộ nước này. Hiện nay, món này phổ biến khắp Na Uy và có thể ăn vào cả dịp lễ quan trọng lẫn ngày thường.
Smalahove là niềm tự hào của ẩm thực Na Uy với hương vị độc đáo đã được khẳng định, nhưng không ít thực khách chỉ nhìn cũng phải khóc thét vì bề ngoài kinh dị của nó. Đầu cừu là một món ăn còn tạo cảm khác ghê rợn, chỉ thu hút những người thực sự say mê, nhưng nó vẫn có trong thực đơn của các nhà hàng ở Na Uy để phục vụ du khách. Món đầu cừu ban đầu là thức ăn của người nghèo, tuy nhiên, ngày nay nó lại trở thành một loại cao lương mỹ vị. 

## Chế biến

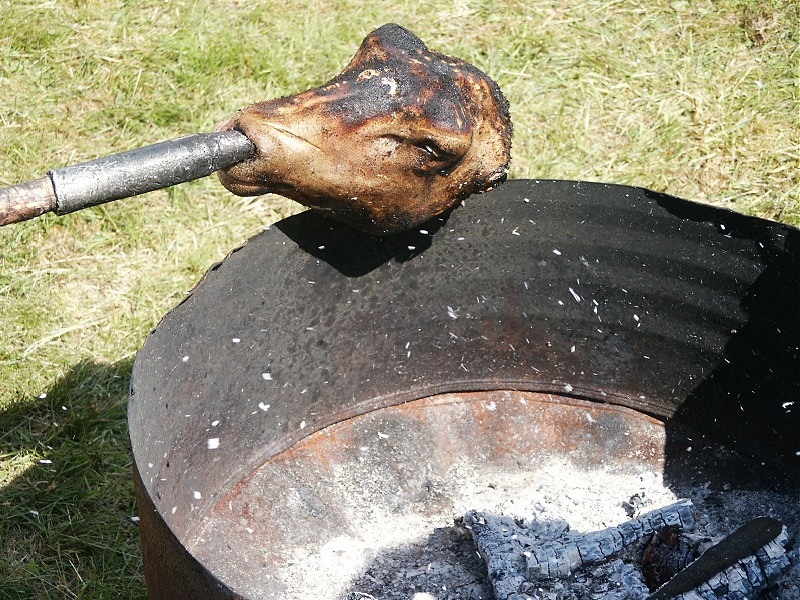
Đầu cừu nướng

Đầu cừu được ướp muối, hun khói hay sấy khô, hoặc đem đi hầm chín mềm trong 3 tiếng. Lớp da và lông ở đầu cừu được thui trụi, bộ não được lấy ra, phần còn lại chiếc đầu được rửa bằng nước thật sạch rồi ướp muối, sau đó hun khói bằng loại củi đặc biệt hoặc sấy khô. Cũng có thể đem đầu cừu luộc hoặc hấp khoảng 3 tiếng cho mềm rồi lấy ra ăn kèm với củ cải và khoai tây nghiền. Khi sơ chế, phần da và lông ở đầu cừu đều được làm sạch, phần não được lấy riêng. Chiếc đầu cừu có thể được ướp muối, đôi khi được hun khói và sấy khô. Một cách chế biến phổ biến khác là hầm kỹ đầu cừu trong khoảng 3 giờ, phục vụ với củ cải nghiền Thụy Điển và khoai tây. Phần não có thể được nấu chín bên trong hộp sọ, sau đó ăn bằng thìa hoặc chiên nóng, dùng thường thức riêng. 

## Thưởng thức
Smalahove thường ăn kèm với củ cải và khoai tây nghiền. Món ăn này thưởng thức theo cách truyền thống thì không thể thiếu sữa, bia hay Akvavit là một loại rượu truyền thống của vùng Scandinavia. Nếu đầu cừu luộc hay hấp thì bộ óc được để nguyên, nấu trong xương sọ và ăn bằng thìa hoặc cho vào chảo chiên nóng. Khi bày lên đĩa đầu cừu được chia làm hai nửa, mỗi suất ăn là một nửa đầu. Đầu cừu thường được ăn từ mặt trước ra mặt sau, xung quanh phần xương sọ. Người Na Uy thưởng thức smalahove khá chậm rãi, có thứ tự và nguyên tắc riêng. Thông thường, chiếc đầu cừu sẽ được xẻ đôi theo chiều dọc, một phần ăn sẽ bao gồm một nửa chiếc đầu.
Việc thưởng thức Smalahove cũng có thứ tự. Tai và mắt thường được ăn đầu tiên, vì đó được coi là phần ngậy béo nhất và ngon nhất khi ăn nóng. Lưỡi và cơ mắt được coi là phần ngon nhất của smalahove và được ưu tiên cho những thành viên đặc biệt trong gia đình. Phần còn lại của chiếc đầu cừu sẽ được ăn từ trước ra sau, xung quanh phần xương hộp sọ. Riêng cơ mắt, lưỡi cừu được bỏ riêng và chỉ dành cho những người quan trọng nhất trong bữa tiệc. Phần tai và mắt được thưởng thức đầu tiên vì chúng béo ngậy và nên ăn khi còn nóng. Tiếp đến thực khách dùng dao dĩa cắt ngược giữa các răng ở hàm trên và dưới, từ đó ăn tới các phần xung quanh như ở hốc mắt, tai, má hay cằm.

## Ghê sợ
Món đầu cừu đáng sợ của người Na Uy Smalahove rất phổ biến trong ẩm thực Na Uy và được coi là món ăn truyền thống sử dụng trong một vài dịp lễ đặc biệt. Từ năm 1998 khi có dịch bò điên, liên minh châu Âu ra lệnh cấm chế biến smalahove từ cừu trưởng thành, vì lo sợ khả năng lây truyền scrapie là bệnh thần kinh dẫn đến tử vong ở cừu và dê, mặc dù bệnh này không lây nhiễm sang con người. việc chế biến Smalahove từ đầu cừu trưởng thành đã bị cấm bởi chính phủ lo ngại khả năng lây truyền của một chứng bệnh nguy hiểm có ở cừu và dê, dù chưa có tài liệu chứng minh chứng bệnh này có thể lây truyền cho người. Ngày nay, smalahove vẫn chỉ được làm từ đầu cừu non. Ngày nay, chỉ cừu non và cừu chỉ định nuôi lấy thịt mới được dùng để chế biến Smalahove.
Dẫu món ăn là niềm tự hào của người dân Na Uy, được khẳng định hương vị độc đáo nhưng không ít du khách chọn cách từ chối thưởng thức món ăn này bởi bề ngoài có phần "kinh dị" của nó. Smalahove là món ăn sử dụng đầu cừu 'nguyên khối', xét về cảm quan có thể khiến nhiều người khóc thét ngay lập tức. Đầu cừu là một món ăn còn tạo cảm khác ghê rợn, chỉ thu hút những người thực sự say mê, nhưng nó vẫn có trong thực đơn của các nhà hàng ở Na Uy để phục vụ du khách. Với bề ngoài kinh dị hầu như du khách nào nhìn thấy cũng sợ hãi khi phải thưởng thức smalahove. Tại Voss, một đô thị thuộc hạt Hardaland, miền tây Na Uy, lại hưởng lợi từ du khách muốn thử món ăn kỳ lạ này. Họ cho rằng smalahove không chỉ là đặc sản truyền thống của người Na Uy, mà còn là một "danh hiệu ẩm thực" đầy thử thách với những người tìm kiếm nó.